# 里弗爾卡爾峰

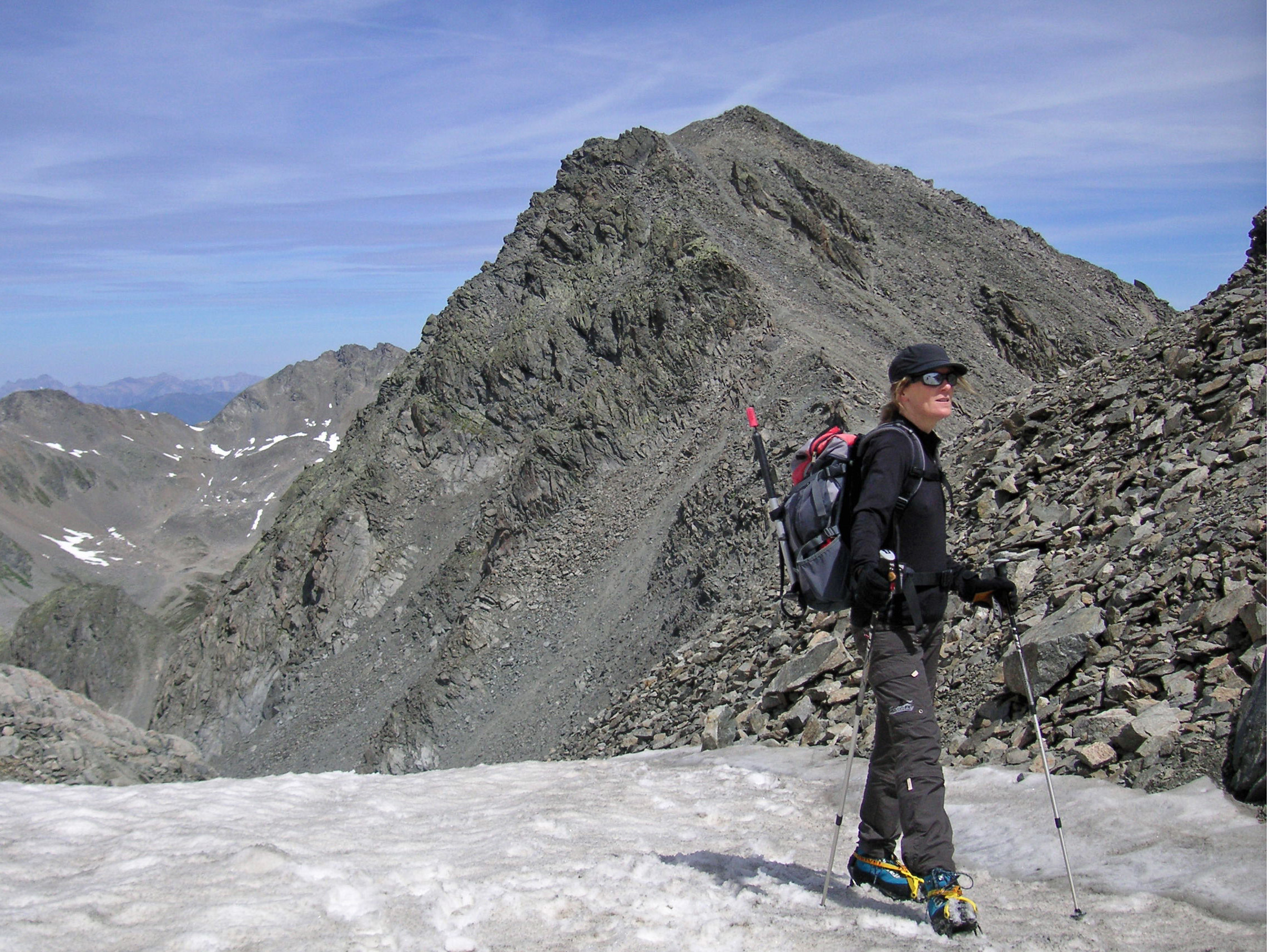

46°54′04″N 10°40′23″E / 46.901237°N 10.67302°E
里弗爾卡爾峰（德語：Rifflkarspitze），是奧地利的山峰，位於該國西部，由蒂羅爾州負責管轄，屬於奧茨塔爾阿爾卑斯山脈的一部分，距離格洛克圖爾姆山0.5公里，海拔高度3,219米，人類在1900年首次登頂。